# لوئیزا بولوس
هریت مارگارت لوئیزا بولوس زادنام کنسیت (۳۱ ژوئیه ۱۸۷۷، بورگرسدورپ – ۵ آوریل ۱۹۷۰، کیپ‌تاون) یک گیاه‌شناس و تاکسونومیست برجسته اهل آفریقای جنوبی بود و از سال ۱۹۰۳ به عنوان متصدی هرباریوم بولوس فعالیت می‌کرد. بولوس همچنین میراثی از خود به جای گذاشت که بیشتر از هر دانشمند زن دیگری گونه‌های گیاهی زمینی را نام‌گذاری کرده است، و در مجموع ۱۴۹۴ گونه را ثبت کرده است.

## اوایل زندگی و تحصیلات
بولوس در ۳۱ ژوئیه ۱۸۷۷ در بورگرسدورپ، استان کیپ، آفریقای جنوبی متولد شد. او دختر ویلیام کنسیت و جین استوارت کنسیت بود. والدینش هر دو زاده بریتانیا بودند. پدربزرگ او، ویلیام کنسیت، یک گیاه‌شناس آماتور جدی و جمع‌آوری‌کننده نمونه‌های گیاهی در آفریقای جنوبی بود. او در دبیرستان دخترانه کالجیت در پورت الیزابت تحصیل کرد، در سال ۱۸۹۹ مدرک معلمی دریافت کرد و در سال ۱۹۰۲ مدرک کارشناسی ادبیات و فلسفه را از دانشگاه کیپ امید کسب کرد.

## حرفه
او در دوران تحصیل به عنوان دستیار در هرباریوم شوهر خاله بزرگش، هری بولوس، کار می‌کرد. در ژوئن ۱۹۱۳ او عضو بنیان‌گذار شورای انجمن گیاه‌شناسی آفریقای جنوبی شد؛ همچنین از اعضای بنیان‌گذار انجمن حفاظت از حیات وحش بود و به عنوان عضو انجمن‌های برجسته‌ای از جمله انجمن سلطنتی آفریقای جنوبی، انجمن لینه و انجمن علمی جنوب آفریقا فعالیت کرد.او در سال ۱۹۰۳ به عنوان متصدی هرباریوم بولوس منصوب شد و در سال ۱۹۵۵ از این سمت بازنشسته شد. او همچنین هنرمند گیاه‌شناسی لوئیز گاتری را به عنوان یکی از کارکنان هرباریوم استخدام کرد.
اولین کتاب او، درس‌های مقدماتی در گیاه‌شناسی سیستماتیک، در سال ۱۹۱۹ منتشر شد. پس از آن، دو جلد کتاب دربارهٔ گل‌های آفریقای جنوبی منتشر کرد. لوئیزا در طول زندگی خود به چندین مجله گیاه‌شناسی مقاله ارائه کرد و سردبیر سالنامه هرباریوم بولوس بود.
لوئیزا بولوس بخش عمده‌ای از زندگی خود را صرف پژوهش‌های عمیق دربارهٔ مِسِمبریانتِموم  کرد. کتاب او با عنوان یادداشت‌هایی دربارهٔ مِسِمبریانتِموم  و جنس‌های مرتبط در سال ۱۹۲۷ منتشر شد. پس از آن، سه جلد کتاب منتشر کرد که شامل توصیف‌های لاتین دقیق از تقریباً ۱۵۰۰ گیاه بود. در سال ۱۹۳۶، لوئیزا موفق به دریافت دکترای افتخاری علوم از دانشگاه استلنبوش شد.
گیاهی از خانواده بزرگ مِسِمبریانتِموم و جنس کنسیتیا برای گرامیداشت کارهای بولوس در این زمینه معرفی شد. لوئیزا بولوس در اثر گیاهان گلدار آفریقای جنوبی که در سال ۱۹۴۳ توسط ای.پی. فیلیپس ویرایش شد، مشارکت داشت و در سال ۱۹۵۱ او ضامن انتشار کتاب گل‌های وحشی کیپ امید نیک اثر السی گرت رایس و آر.اچ. کامپتون بود. بولوس همچنین به عنوان یکی از پیشگامان کلاس‌های مطالعه طبیعت در باغ گیاه‌شناسی ملی کرستن‌بوش شناخته می‌شود. در سال ۱۹۶۶، او معاون رئیس انجمن گیاهان گوشتی آفریقا شد.
بولوس به مطالعه فلور منطقه اطراف کیپ امید نیک پرداخت، به‌ویژه اریکاسه و ارکیداسه. او مقالات متعددی در مجلات گیاه‌شناسی منتشر کرد و همچنین مقاله‌ها و کتاب‌های محبوب باغبانی نوشت که از جمله آن‌ها کتاب فلور آفریقای جنوبی است. او در سال ۱۹۲۰ به عنوان همکار انجمن سلطنتی آفریقای جنوبی انتخاب شد و دکترای افتخاری خود را از دانشگاه استلنبوش دریافت کرد. جنس بولوسانتوس و گونه گیسوریزا لوییسا بولوسیه به افتخار او نام‌گذاری شده‌اند.

## زندگی شخصی
در سال ۱۹۱۲، لوئیزا کنسیت با فرانک بولوس، پسر هری بولوس (و پسرعموی پدرش)، ازدواج کرد. او در سال ۱۹۴۵، زمانی که فرانک بولوس درگذشت، بیوه شد. لوئیزا بولوس در سال ۱۹۷۰ در خانه خود در کلرمونت، کیپ‌تاون، در سن ۹۳ سالگی درگذشت.